# Роже Мартен ди Гар
Роже Мартен ди Гар (фр. Roger Martin du Gard; Неј на Сени, 21. март 1881 — Бејерно, 22. август 1958), био је француски књижевник и добитник Нобелове награде за књижевност 1937. године.
Његов стил је близак традицијама реализма и натурализма. Главно дело Роже Мартена је роман река „Тибоови“ (Les Thibault). Оригинално је објављен као серија 8 романа. Роман је запис о једној породици која бележи социјалне и моралне дилеме са којима се сусреће француска буржуазија у ери пре Првог светског рата.